# Tambocerus viraktamathi
Tambocerus viraktamathi är en insektsart som beskrevs av Rao 1996. Tambocerus viraktamathi ingår i släktet Tambocerus och familjen dvärgstritar. Inga underarter finns listade i Catalogue of Life.